# Marcelin Bossou
Pour les articles homonymes, voir Bossou (homonymie).
Marcelin Bossou de son vrai nom Bossou-Hunkali Akakpo Massinou est un réalisateur et producteur de cinéma togolais. Il est aussi fondateur et directeur général de Marbos Productions Sarl-U situé à Lomé au Togo.

## Biographie

### Enfance
Bossou-Hunkali Akakpo Massinou est un togolais, d'origine béninoise né le 3 mai 1984 et a grandit à Lomé,,, au Togo. Il débute en tant que mannequin, car il était passionné la photographie et la mode. Après qu'il s'est intéressé au cinéma, son père, un ancien directeur de troupe de théâtre, l'emmena jouer des sketchs à la télévision. Il étudie les télécommunications en Côte d'Ivoire où il obtient un brevet de technicien supérieur. De retour au Togo, il travaille au sein de la Radio Télévision Delta Santé, une chaîne de télévision privée, d’abord en tant que chef technique puis en tant que réalisateur. Après ses études et formations il participe à plusieurs productions en tant que réalisateur monteur, avec son troisième court métrage les Deux frères, il remporte le prix de la meilleure photographie au Festival Clap Ivoire en Côte d'Ivoire en 2015,.

### Carrière dans le cinéma
En 2008, il entre à l'École supérieure des arts visuels de Marrakech (ESAV) au Maroc où il obtient sa licence en études cinématographiques, option réalisation, en 2012,,,,. À la suite de cela, il réalise son film de fin d'études Nuit de noces qui lui permet de participer à plusieurs festivals,,.
Après l'école, Marcelin Bossou participe à plusieurs productions en tant que réalisateur, assistant-réalisateur, monteur et producteur délégué. Avec son troisième court métrage Les deux frères, il remporte le prix de la meilleure photographie au festival Clap Ivoire en Côte d'Ivoire en 2015. Il enseigne régulièrement l'analyse de films, l’écriture et la technique à l'École supérieure de cinématographie (ESEC) de Lomé.
Après avoir réalisé le court-métrage L’anniversaire en 2012, Marcelin Bossou prépare actuellement le tournage d’un autre court, La montre, et écrit un projet de long-métrage Broken Drums. Invité de la 3e édition du festival CinéAfriqua86.

## Filmographie

### Réalisateur
- 2010 : La Bourse ou la vie
- 2010 : L'Inconnu
- 2011 : Nuit de noces (film de fin d'études)[10]
- 2012 : L'Anniversaire (court-métrage)
- 2016 : Jardin d'Akoua
- 2017 : Brigitte
- 2017 : Une famille pas comme les autres
- 2019 : Broken-Drums
- 2019 : La Vie de Daniel
- 2019 : Femme ébène
- 2019 : Les deux Frères

### Producteur
- 2018 : La vie de Daniel
- 2020 : Job idéal
- 2021 : Ménézé (Ma Grand-Mère)
- 2022 : Entre 2 zéro (co-producteur)

## Prix et distinctions
- 2022 : Meilleur acteur culturel de l'année par Togo Top Impact[4],[11].
- 2012 : Grand Prix au festival du court métrage d'Atakpamé (Togo)[4],[12],[13].
- 2013 : Prix spécial René Monory au festival panafricain du cinéma de Ouagadougou (Burkina Faso)[4],[12].
- 2015 : Meilleure photographie au festival Clap Ivoire (Côte d'Ivoire)[4],[12].
- 2019 : Récompense lors de la 2e édition du festival international de court métrage des écoles de cinéma (FICMEC) à Cotonou (Bénin)[14].